# Valentin Volochinov
Valentin Nikolaïevitch Volochinov (russe : Валенти́н Никола́евич Воло́шинов), né le 18 juin 1895 à Saint-Pétersbourg et mort le 13 juin 1936 à Leningrad, est un linguiste russe dont les œuvres sont très influentes dans la théorie littéraire et la critique marxiste.

## Biographie
À Léningrad, dans les années 1920, Volochinov fait partie d'un cercle de théoriciens de la littérature avec ses amis Mikhaïl Bakhtine et Pavel Medvedev. La plupart des essais de ce cercle sont écrits à cette époque, notamment Marxism and the Philosophy of Language (titre original : Marksizm i Filosofiya Yazyka) de Volochinov. À l'instar des membres du cercle, Volochinov considère que le marxisme et la théorie du langage appartiennent d'emblée au domaine des études littéraires comme moyens de forger une critique idéologique face aux tendances bourgeoises, dont le formalisme russe est l'exemple le plus évident. L'inspiration principale du livre ne relève pas toutefois des précédents théoriciens marxistes que Volochinov considère largement indifférents à l'étude du langage. Ses théories sont plutôt fondées sur un engagement critique influencé, dans un premier temps, par le concept du langage de Wilhelm von Humboldt qui l'envisage comme un processus continu de création ou de "génération" et, dans un second temps, par la vision du langage comme système de signes de Ferdinand de Saussure. C'est pourquoi la pensée linguistique de Volochinov sera vivement critiquée, notamment dans les analyses de Nicolas Marr, son contemporain soviétique. 
Pour Volochinov, la langue est le support de l'idéologie et ne peut en être séparée. L'idéologie, cependant, ne doit pas être comprise dans le sens marxiste classique comme un phénomène mental illusoire qui surgit comme le réflexe d'une "sous-structure" matérielle économique. Le langage, en tant que système de signes socialement construit, est ce qui permet à la conscience de surgir et constitue en soi une réalité matérielle. Volochinov est convaincu que l’étude de l’interaction verbale est essentielle à la compréhension de la psychologie sociale. Il plaide ainsi pour la compréhension des mécanismes psychologiques du langage dans un cadre idéologique.
Volochinov soutient que c'est une erreur d'étudier le langage de manière abstraite et synchrone (c'est-à-dire de manière non historique), comme le fait Saussure. Pour Volochinov, les mots sont des signes sociaux dynamiques, qui prennent différentes significations pour différentes classes sociales dans différents contextes historiques. La signification des mots n'est pas soumise à la compréhension passive, mais inclut la participation active du locuteur (ou de l'écrivain) et de l'auditeur (ou du lecteur). Bien que chaque mot soit un signe tiré d'un inventaire des signes disponibles, la manipulation du mot contenu dans chaque acte de langage ou énoncé individuel est régie par les relations sociales. La signification des signes verbaux est l’arène d'une perpétuelle lutte des classes : une classe dirigeante essaiera toujours de restreindre la signification des signes sociaux pour asservir une classe dominée.
En raison de sa conviction que la "lutte pour le sens" coïncide avec la lutte des classes, les théories de Volochinov ont beaucoup en commun avec celles du communiste italien Antonio Gramsci, qui partageait un intérêt pour la linguistique. On peut aussi voir que le travail de Volochinov préfigure de nombreuses préoccupations du poststructuralisme.
Volochinov s'intéresse également au traitement du discours rapporté afin de montrer que les relations sociales et temporelles entre les énoncés sont des propriétés intégrales du langage. Roman Jakobson développera ultérieurement cette proposition.
Jusqu'en 1934, Volochonov est professeur à l'université Herzen, alors que les autorités soviétiques font pression pour dissoudre le cercle de littérature de Léningrad. On ne sait rien du sort de Volochinov après sa période de Léningrad, exception faite d'une date transmise de sa mort prématurée, causée par la tuberculose, le 13 juin 1936.